# Protobalistidae
Famille
Genres de rang inférieur
- † Protobalistum Zigno, 1887
- † Spinacanthus Agassiz, 1835

Les Protobalistidae forment une famille fossile de poissons osseux marins  du sous-ordre des Balistoidei et de l'ordre des Tetraodontiformes, un taxon qui comprend essentiellement des poissons marins vivant aujourd'hui à l'intérieur et autour des récifs coralliens,,.
Deux genres monotypiques sont rattachés à cette famille. Ils proviennent tous les deux du site fossilifère éocène du Monte Bolca en Italie : 
- genre † Protobalistum Zigno, 1887
  - espèce † Protobalistum imperiale Abramo Massalongo, 1857
- genre † Spinacanthus Agassiz[4], 1835
  - espèce † Spinacanthus cuneiformis de Blainville[5], 1818

## Découverte et datation
Les fossiles de Protobalistidae, bien préservés, ne sont connus que sur le célèbre site paléontologique (Lagerstätte) du Monte Bolca sur la zone dite de « Pesciara », en Vénétie (Italie). Ils ont vécu dans les mers tropicales de l'océan Téthys, précurseur de la Méditerranée, au cours de l'Éocène inférieur (Yprésien), il y a environ entre 49 et 48,5 Ma (millions d'années),.
L'environnement péri-récifal tropical de l'Éocène du Monte Bolca est sous influence à la fois côtière et de mer ouverte. Dans cet environnement, les fossiles ont été préservés dans des sédiments calcaires laminés, déposés dans une dépression à faible énergie, sous un environnement anoxique.

## Description

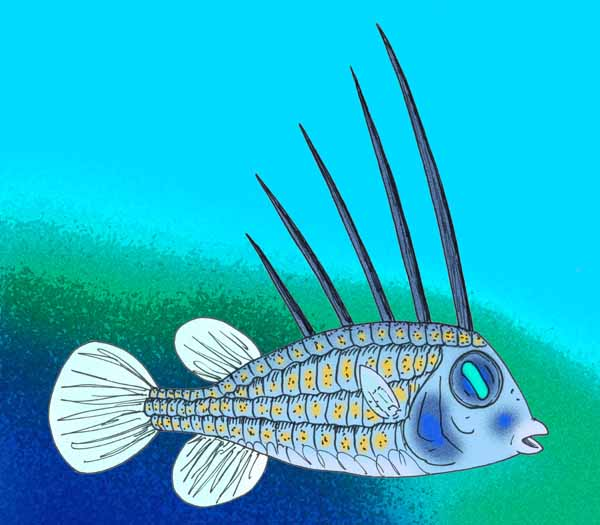
Vue d'artiste de Protobalistum imperiale.

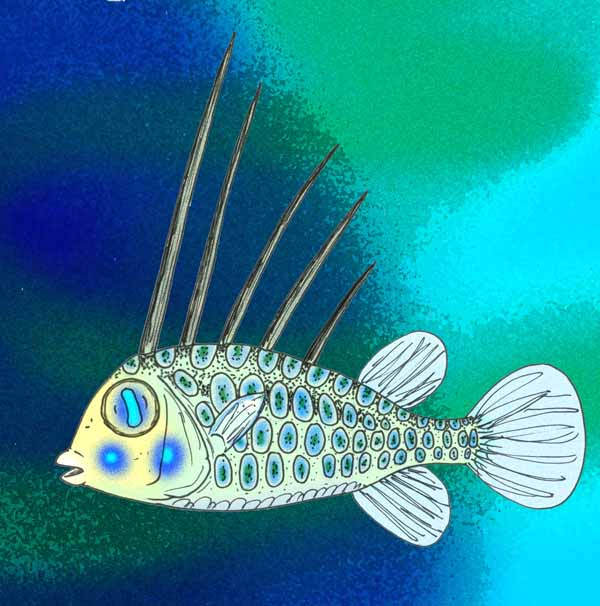
Vue d'artiste de Spinacanthus cuneiformis.

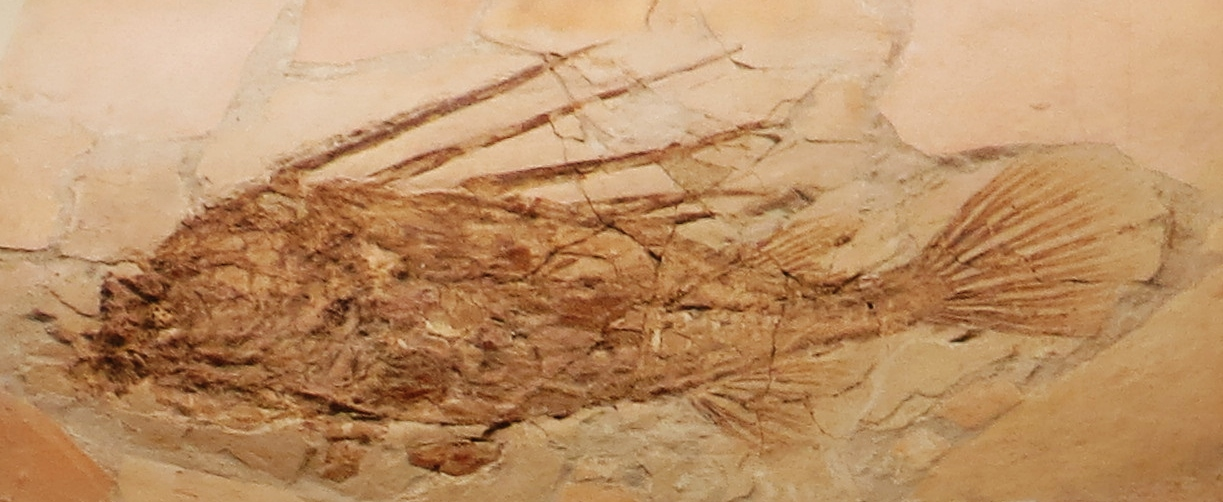
Fossile de Protobalistum imperiale.

Ce sont des poissons dont la taille peut atteindre 70 centimètres de longueur pour Protobalistum, à l’instar des balistes actuels, des poissons dont ils sont proches. Leur corps est assez haut et comprimé latéralement. Leur caractéristique remarquable est la présence sur son dos de cinq épines longues et affûtées. Leur première épine dorsale, la plus longue, est située juste au-dessus de sa tête, tandis que la dernière et la plus courte se place devant sa nageoire dorsale. Leur nageoire anale est grande et de forme arrondie.
Les genres se distinguent par la taille, la forme et la densité de couverture de leurs écailles sur le corps.

## Classification
La famille est constituée de deux genres sympatriques et monospécifiques : Protobalistum (P. imperiale) et son groupe frère Spinacanthus (S. cuneiformis),,.
Parmi les espèces actuelles, ils sont proches des balistes, des poissons-coffres (en plus comprimé latéralement), et du genre Triacanthodes.

## Paléobiologie
Ils vivaient à proximité des récifs de la mer tropicale, chaude et peu profonde de l’Éocène du Monte Bolca, où ils devaient se nourrir de coquillages qu'il broyait avec leurs mâchoires puissantes. Comme les balistes actuels ils devaient dresser leurs épines dorsales pointues lorsqu'ils se sentaient en danger.